# 松本旭平
松本 旭平（まつもと あきひら、1994年1月11日 - ）は、日本の俳優・モデル。株式会社ルビーパレード所属。
宮城県仙台市出身。特技は殺陣。韓国と日本のハーフ｡

## 略歴
仙台市出身。小学4年生のときに家族で東京に引っ越しをして、東京で芸能事務所に入り子役になったが全く仕事を得ることができなかった。その後、舞台俳優・モデルとして活動。BOYS AND MENの兄弟グループ・BOYS AND MENトウキョウの結成時のメンバーとなり、2015年7月末頃まで活動した。
BOYS AND MENトウキョウを脱退後、2017年、わらび座のミュージカル『ジパング青春記 -慶長遣欧使節団出帆-』で計190公演、主演・リウタ役を務める。
2021年、サバイバルオーディション番組「PRODUCE 101 JAPAN SEASON2」に出演。最終順位40位。同年12月7日、吉本興業所属を発表。2024年、モデルプレス読者モデルオーディションにて男性部門グランプリを獲得し、読者モデルとしても活動中。2024年11月1日、吉本興業からルビーパレードへの移籍を発表。

## 出演

### 舞台
- ライク・マイ・ファーザー（2013年）[10]
- 毛皮のマリー（2013年）[11]
- 田園に死す（2013年）主演
- 観客席（2014年）
- 疫病流行記（2014年）主演
- 娼年（2016年）劇中スチール
- 人魚外伝〜Anecdote of Mermaid〜（2016年）王子 役[8]
- ミュージカル ジパング青春記 -慶長遣欧使節団出帆-（2017年）主演・リウタ 役[8]
- Metal Opera〜ミレニアム桃太郎〜（2018年）鳥居雉之進 役[12]
- 扉座 リボンの騎士 -県立鷲尾高校演劇部奮闘記2018-（2018年）フランツ王子 役
- わたしの、領分（2018年）高機能自閉症Cくん 役
- 男おいらん（2018年）飛竜 役
- 生きることから逃げないために、あの日僕らは逃げ出した（2019年）ヒコボシ 役
- The Stage 神々の悪戯 光と炎の約束（2019年）トト・カドゥケウス 役
- 生きることから逃げないために、あの日僕らは逃げ出した 第二弾 逆襲の花束（2019年）ヒコボシ 役
- 音楽劇 KAIJIN20?〜新・怪人二十面相〜（2019年）羽柴壮一
- THE STAGE ラッキードッグ1 Break Through（2019年）ラグトリフフェルフーフェン 役
- 音楽劇 男おいらん〜歌舞繚乱〜（2019年）飛竜 役
- フライドBALL たんぽぽの雪（2019年）神の使いシャコ 役
- 生きることから逃げないために、あの日僕らは逃げ出した 第三弾 脱獄戦隊ニゲルンジャー（2020年）[13]
- 絶対青春合唱コメディ「SING!!!」―空の青と海の青と僕らの学校―（2022年）佐々木航 役[4]
- 朗読劇「銀河鉄道の夜」（2022年）ジョバンニ 役
- 戦国送球（2022年）直江孝弘 役
- 雨と夢のあとに（2022年）早川北斗 役
- Sequence（2022年）W主演・高橋隼人、早川潤 役
- オオカミの誘惑（2022年）佐藤有馬 役
- 虚構の森でハローハロー（2022年）
- クラド（2022年）定直 役
- モデルドリームズ（2022年）
- Regulation's High!（レギュレーションズハイ）（2022年）二ノ宮カルマ役
- ほおずきの家（2023年）金信洋役
- 田園に死す（2023年）主演
- 夕-ゆう-（2023年）塩屋憲太郎 役[14]
- マテリアルパレード（2023年）主演ケイト役
- マーダーミステリー即興劇スターライドオーダー（2023年）
- Regulation's High-Second-（2023年）主演二ノ宮カルマ 役[15][16]
- 帰ってこい! 伊賀の花嫁 その六 そうだ! We're Alive編（2024年）[17]
- フール（2024年）[18]
- MY ROOM IS MINE!!（2024年）[19]主演
- 真夜中のオカルト公務員 The STAGE（2024年） - 榊京一 役[20]
- 一日だけの恋人（2024年）
- ほおずきの家（2025年）金信洋役
- はんぶんホントのストーリー モデルドリームズ2025（2025年公演予定）Kohei役[21]

### テレビドラマ
- 仮面ティーチャー（2013年、日本テレビ）
- ひともんちゃくなら喜んで! （2023年1月15日 - 、テレビ朝日・朝日放送テレビ）新入社員役
- ビーチボーイズに憧れて（2024年1月6日　フジテレビ・BSフジテレビ共同）若き凪人役
- 桃色探訪〜伝説の風俗〜神田編（2024年8月　チャンネルNECO）若手社員役
- Sunny（2024年7月　A24×AppleTV制作）ホスト役
- 僕のあざとい元カノfromあざとくて何が悪いの？（2025年2月14日、28日、テレビ朝日）人事高島役
- 人事の人見（2025年4月29日 フジテレビ）脇田宏仁役
- サバイブ！〜死ぬくらいなら起業してやる〜（2025年8月8日 BUMP配信）保戸山役

### バラエティ
- PRODUCE 101 JAPAN SEASON2（2021年、GYAO!・TBS系列）

### 映画
- ニセコイ（2018年）河合勇人監督　劇中劇主役
- OUT（2023年）品川ヒロシ監督　ネイバーフッドメンバー

### ミュージック・ビデオ
- DISH//「サイショの恋〜モテたくて〜」（2014年）[22]
- ココロオークション「星座線」（2017年）
- 上別府真美「over and over」（2018年）[23]

### 雑誌
- Men's JOKER[24]
- JUNON

### CM広告
- 相席屋（2019年）
- BSよしもと（2023年）
- ユニセックスブランドLiffy広告モデル（2023年）
- HONDA SmaChari（2025年）